# Roberto di Courtenay (vescovo)
Roberto di Courtenay (... – 8 agosto 1279) è stato un vescovo cattolico francese.

## Biografia
Figlio cadetto di Roberto di Courtenay, signore di Champignelles, e di Matilde di Mehun, fu signore di Damville e di Nonancourt.
Abbracciata la carriera ecclesiastica, nel 1251 fu nominato decano di Chartres.
Vescovo di Orléans dal 1258, nel 1270 seguì suo cugino Luigi IX nella crociata in Africa.

## Ascendenza
|                      |                  |                         | Genitori             |  |  | Nonni                 |  |  | Bisnonni            |  |
|                      |                  |                         |                      |  |  | Pietro I di Courtenay |  |  | Luigi VI di Francia |  |
|                      |                  |                         |                      |  |  | Pietro I di Courtenay |  |  | Luigi VI di Francia |  |
|                      |                  | Adelaide di Savoia      |                      |  |  | Pietro I di Courtenay |  |  |                     |  |
| Roberto di Courtenay |                  |                         |                      |  |  | Pietro I di Courtenay |  |  |                     |  |
|                      |                  | Elisabetta di Courtenay | Rinaldo di Courtenay |  |  |                       |  |  |                     |  |
|                      |                  | Elisabetta di Courtenay | Rinaldo di Courtenay |  |  |                       |  |  |                     |  |
|                      |                  | Elisabetta di Courtenay | Helvise di Donjon    |  |  |                       |  |  |                     |  |
| Roberto di Courtenay |                  | Elisabetta di Courtenay |                      |  |  |                       |  |  |                     |  |
|                      | Filippo di Mehun | Roberto di Mehun        |                      |  |  |                       |  |  |                     |  |
|                      | Filippo di Mehun | Roberto di Mehun        |                      |  |  |                       |  |  |                     |  |
|                      | Filippo di Mehun |                         |                      |  |  |                       |  |  |                     |  |
| Matilde di Mehun     | Filippo di Mehun |                         |                      |  |  |                       |  |  |                     |  |
|                      |                  |                         |                      |  |  |                       |  |  |                     |  |
|                      |                  |                         |                      |  |  |                       |  |  |                     |  |
|                      |                  |                         |                      |  |  |                       |  |  |                     |  |
|                      |                  |                         |                      |  |  |                       |  |  |                     |  |